# Mesiotelus alanyensis
Espèce
Mesiotelus alanyensis est une espèce d'araignées aranéomorphes de la famille des Liocranidae.

## Distribution
Cette espèce est endémique de Turquie. Elle se rencontre dans les provinces d'Antalya et de Mersin.

## Description
La femelle holotype mesure 4,12 mm.

## Systématique et taxinomie
Cette espèce a été décrite par Zamani, Fomichev, Kaya et Marusik en 2024.

## Étymologie
Son nom d'espèce, composé de alany[a] et du suffixe latin -ensis, « qui vit dans, qui habite », lui a été donné en référence au lieu de sa découverte, Alanya.

## Publication originale
- Zamani, Fomichev, Naumova, Kaya & Marusik, 2024 : « New taxonomic and faunistic data on Liocranidae (Arachnida: Araneae) of West Palaearctic), with nine new species of Mesiotelus Simon, 1897. » Zootaxa, no 5519(2), p. 190-214.